# Aserá
Aserá ou Achera (/a.ʃeˈɾa/; ugarítico : 𐎀𐎘𐎗𐎚: 'TRT ; hebraico : אֲשֵׁרָה) é uma deusa mãe canaanita na mitologia semita que aparece em várias fontes acadianas escritas pelo nome de Asratum/Asratu (Ashratum/Ashratu) e entre os hititas como Aserdu (Asherdu), Asertu (Ashertu). Aserá é distinta da deusa ugarítica Astarte, e é considerada a parceira das divindades supremas Anu (Mesopotâmia) e El (semitas).

## Significado e Papel
Aserá é identificada como rainha consorte do deus sumério Anu e do deus ugarítico El, as mais antigas divindades de seus respectivos panteões, bem como era consorte de Javé, Deus de Israel e Judá. Seu papel de consorte lhe rendeu um alto posto no panteão dos deuses ugaríticos. Os textos ugaríticos são considerados as principais fontes sobre a deusa, mencionada no segundo milênio antes da era comum (AEC) como atrt, Atirat.
O livro de Jeremias, escrito por volta de 628 a.C., refere-se a Aserá quando menciona a "Rainha dos Céus" nos capítulos 7:18 "os filhos apanharam a lenha, e os pais acedem o fogo, e as mulheres preparam a massa, para fazerem bolos à Rainha dos Céus, e oferecem libações para outros deuses, para me provocarem a ira" e 44:22 "De modo que o SENHOR não podia mais suportar a maldade das vossas ações/, as abominações que cometestes; por isso se tornou a vossa terra em deserto, e em espanto e em maldição, sem habitantes, como hoje se vê".
As chamadas grandes religiões abraâmicas adoravam, junto com Javé, a deusa Aserá (chamada por vezes de Astarte), uma divindade doadora, como a babilônica Istar, ou a  grega Astarte, arquétipos da divindade feminina, como a Lua, a Terra e, Vênus.
Inscrições hebraicas mencionam "Javé e sua Aserá", como a encontrada em Kuntillet (ota para o mar Mediterrâneo localizado ao sul do deserto de Judá); era uma divindade adorada como símbolo de fertilidade no período do Antigo Oriente Próximo, conhecida por sua força e cuidado. Afirma ainda que seu nome por vezes foi traduzido como “árvore sagrada”. Há relatos de que essa árvore foi “cortada e queimada fora do Templo, numa atitude de certos governantes que tentavam ‘purificar’ o culto e dedicar-se à adoração exclusiva de Javé ”.
Os antigos israelitas foram politeístas e que só uma “pequena porção” adorava apenas a um deus. O exílio de uma comunidade de elite dentro da Judeia e a destruição do Templo de Jerusalém em 586 a.C. que os levaram a uma “visão universal do monoteísmo restrito". Segundo Mark Smith, autor do livro The Origins of Biblical Monotheism: "houve uma fusão de várias divindades na figura de Yahweh, entre elas El, Asherah e, Baal".

## Iconografia
Como deusa da fertilidade Aserá era representada por uma árvore que era colocada nos pátios dos templos, do que se tem referências desde o século VIII a.C. na cidade de Mari, onde o termo árvore também era usado para designar Aserá.
Alguns estudiosos descobriram um vínculo antigo entre Aserá e Eva com base na coincidência de seu título em comum de "a mãe de todos os viventes" em Gênesis 3:20 através da identificação com a deusa mãe hurrita Hebat. Há especulações adicionais de que o Shekhinah como um aspecto feminino de Javé pode ser uma memória cultural ou devolução de Aserá. Nas escrituras cristãs, o Shekhinah, ou Espírito Santo, é representado por uma pomba - um símbolo onipresente das religiões da deusa, também encontrado nos santuários dos naos hebreus.  No evangelho gnóstico não-cânone de Tomás, Jesus é descrito dizendo: "Quem conhece o Pai e a Mãe será chamado filho de uma prostituta". A simbologia da deusa ainda persiste na iconografia cristã; Enquanto que a arte cristã normalmente exibe anjos com asas de aves, a única referência bíblica a essas figuras vem da visão de Zacarias de deusas pagãs.
Os amuletos ugaríticos mostram uma Árvore da Vida em miniatura que cresce na barriga de Aserá. Assim, os postes de Aserá, que eram árvores ou postes sagrados, são mencionados muitas vezes na Bíblia Hebraica, traduzida como palus sacer (postes sagrados) na Vulgata Latina. Os postes de Aserá foram proibidos pelo Código Deuteronômico que ordenava “Jamais levantem um poste de madeira para Aserá junto ao altar que edificarem para o Senhor, seu Deus." A proibição também é um testemunho de que algumas pessoas estavam colocando postes de Aserá ao lado dos altares de Javé (conforme II Reis 21:7). Outra referência bíblica significativa ocorre na lenda de Débora, uma governante de Israel que fez sua corte sob uma árvore sagrada (Juízes 4:5), que foi preservada por muitas gerações. "Pilares funerários dos reis" descritos por Ezequiel 43:9 (traduzido de várias maneiras como "madeiras grosseiras" ou mesmo "cadáveres dos seus reis") provavelmente foram construídos de madeira sagrada, uma vez que o profeta os conecta com "prostituição".
Como a pomba e a árvore, a leoa era, também, um símbolo onipresente para as deusas do antigo Oriente Médio. As leoas se destacam na iconografia de Aserá, incluindo o estande de culto Ta'anach do século X a.C., que também inclui o tema de árvore. Uma ponta de flecha hebraica do século XI a.C. traz a inscrição "Serva da Dama de Leão".

## Em Israel e Judeia

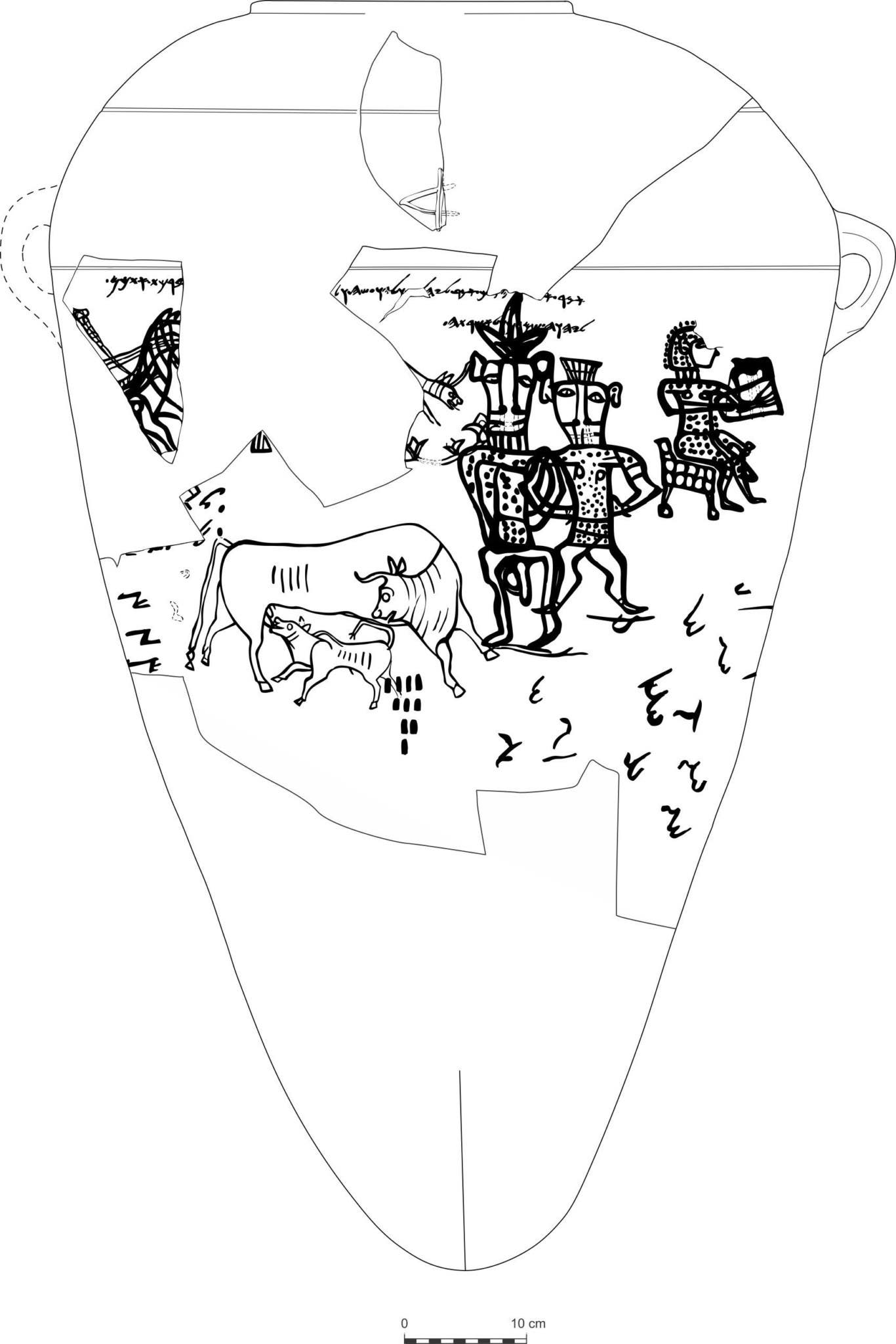
Imagem em um fragmento do Pito (vaso), encontrado em Kuntillet Ajrud, sob a inscrição "Javé e sua Aserá"

Entre o século X a.C. e o início de seu exílio em 586 a.C., o politeísmo era normal em Israel; foi somente após a destruição do Templo de Jerusalém e o exílio que se estabeleceu a adoração a Javé, e possivelmente apenas a partir da época dos macabeus (século II a.C.) que o monoteísmo se tornou universal entre os judeus. Alguns estudiosos da Bíblia acreditam que Aserá foi adorada como o consorte de  Javé, o Deus nacional de Israel. Há referências à adoração de numerosos deuses em todos os reis: Salomão constrói templos para muitos deuses e Josias é relatado como cortando as estátuas de Aserá no templo que Salomão construiu para o Senhor (II Reis 23:14). O avô de Josias, Manassés, erigira uma dessas estátuas.(II Reis 21:7)
Após o exílio, as referências ao politeísmo foram fortemente editadas nas escrituras judaicas. Oséias, por exemplo, critica uma deusa que está associada a árvores, mas cujo nome nunca é mencionado. A "Rainha do Céu" também é anônima em Jeremias, apesar de ser amplamente reverenciada. Como as mulheres de Jerusalém atestaram: "Faremos o que bem nos apetece. Queimaremos incenso à Rainha dos Céus. Apresentar-lhe-emos sacrifícios, tantos quanto quisermos, tal como já nós próprios fizemos e os nossos pais antes de nós, assim como os nossos reis e nobres sempre fizeram nas cidades de Judá e nas ruas de Jerusalém. E nesses dias até tínhamos abundância de comida, tudo nos corria bem e éramos felizes!" (Jeremias 44:17).
Outras evidências para o culto a Aserá incluem, por exemplo, uma combinação de iconografia e inscrições do século VIII a.C. descoberta em Kuntillet Ajrud, no deserto do norte do Sinai, onde uma jarra mostra três figuras antropomórficas e várias inscrições. As inscrições encontradas referem-se não apenas a Javé, mas a El e Baal, e duas incluem as frases "Javé de Samaria e sua Aserá" e "Javé de Teman sua Aserá". As referências a Samaria (capital do reino de Israel) e Teman (em Edom) sugerem que Javé tinha um templo em Samaria, levantando questões sobre o relacionamento entre Javé e Kaus, o deus nacional de Edom. Foi sugerido que os israelitas poderiam ter considerado Aserá como o consorte de Baal, devido à ideologia anti-Aserá que foi introduzida pelos historiadores deuteronomistas, no período posterior do reino. Também foi sugerido por vários estudiosos que existe uma relação entre a posição do gĕbîrâ na corte real e a adoração (ortodoxa ou não) de Aserá. Numa inscrição sagrada de "Javé e sua Aserá", aparece uma vaca alimentando seu bezerro. Numerosos amuletos cananeus representam uma peruca ondulada semelhante a de Hator.
O livro de William Dever  Did God Have a Wife? acrescenta mais evidências arqueológicas - por exemplo, as muitas figuras femininas descobertas no antigo Israel (conhecidas como estatuetas de pilares) - como apoio à visão de que na religião popular israelita do período monárquico, Aserá funcionava como deusa e consorte de Javé e era adorada como a rainha do céu, para cuja festa os hebreus assavam pequenos bolos. Dever também aponta para a descoberta de vários santuários e templos na antiga Israel e Judá. O local do templo em Arad é particularmente interessante pela presença de dois (possivelmente três) pedras de pé representando a presença de divindades. Embora a identidade das divindades associadas a elas seja incerta, Javé e Aserá ou Aserá e Baal continuam fortes candidatos, como observa Dever: "A única deusa cujo nome é bem atestado na Bíblia Hebraica (ou no antigo Israel em geral) é Aserá".
O nome Aserá aparece quarenta vezes na bíblia hebraica, mas é muito reduzido nas traduções seguintes. A palavra ʾăšērâ é traduzida em grego como ἄλσος (bosque; plural: ἄλση) em todos os casos, exceto em Isaías 17:8; 27:9 e II Crônicas 15:16; 24:18, com δένδρα (árvores)  e Ἀστάρτη (Astarte), respectivamente. A Vulgata em latim forneceu lucus ou nemus, um bosque ou bosque. A associação de Aserá com árvores na Bíblia Hebraica é muito forte. Por exemplo, ela é encontrada sob árvores (I Reis 14:23; II Reis 17:10) e é feita de madeira por seres humanos (I Reis 14:15, II Reis 16:3-4). As árvores descritas como sendo uma aserá ou parte de uma aserá incluem videiras, romãs, nozes, murtas e salgueiros.

## Adoração e supressão
Os episódios da Bíblia Hebraica mostram um desequilíbrio de gênero na religião hebraica. Aserá era reverenciada por membros da realeza do sexo feminino, como a rainha mãe Maacá "O rei Asa retirou à sua avó Maacá a distinção de rainha-mãe, por ter sido ela quem fizera o abominável ídolo de Achera; destruiu esse ídolo desprezível, despedaçou-o e queimou-o, deitando as cinzas no ribeiro de Cedron." (1 Reis 15:13). Mas, mais comumente, talvez, Aserá era adorada dentro da casa, e suas ofertas eram realizadas por matriarcas da família. Como as mulheres de Jerusalém atestaram: "E acrescentaram as mulheres: 'Julgas que nós adorávamos a Rainha dos Céus, lhe oferecíamos as nossas libações e fazíamos bolos com a sua imagem, tudo isso sem os nossos maridos soubessem e nos ajudassem? Com certeza que não!'”(Jeremias 44:19). Esta passagem corrobora várias escavações arqueológicas que mostram espaços de altar em lares hebreus. Os "ídolos domésticos" mencionados na Bíblia também podem estar ligados às centenas de estatuetas femininas da Base de Pilar que foram descobertas.
A cultura popular define a religião cananéia e a idolatria hebraica como "cultos sexuais de fertilidade", produtos da superstição primitiva em vez de filosofia espiritual. Essa posição é apoiada pela Bíblia Hebraica, que associa frequente e graficamente as religiões das deusas à prostituição. Como Jeremias escreveu: "Há já muito tempo, tu quebraste o meu jugo e desprendeste as cadeias que te prendiam, mas não quiseste obedecer-me. No cimo de cada outeiro, debaixo de cada árvore frondosa te entregaste a algum culto de prostituição." (Jeremias 2:20).  Oseias, Jeremias e Ezequiel, em particular, culpam as religiões da deusa por deixarem o Senhor "ciumento", e citam seu ciúme como a razão pela qual Javé permitiu a destruição de Jerusalém. Quanto aos ritos sexuais e de fertilidade, é provável que eles já tenham sido celebrados em honra em Israel, como em todo o mundo antigo. Embora sua natureza permaneça incerta, os ritos sexuais geralmente giram em torno de mulheres de poder e influência, como Maacá. O termo hebraico  qadishtu , geralmente traduzido como "prostitutas do templo" ou "prostitutas do santuário", significa, simplesmente sacerdotisas ou sacerdotes.

### Em diferentes traduções para o português da Bíblia
Diversos trechos da bíblica em grego ou em hebraico, quando traduzidos para o português, por erro ou omissão acabam omitindo referências a Asará. Como em 2 Reis 21:7:
- "Ele tomou o poste sagrado que havia feito e o pôs no templo, do qual o Senhor tinha dito a Davi e a seu filho Salomão: “Neste templo e em Jerusalém, que escolhi dentre todas as tri/bos de Israel, porei o meu nome para sempre." na Nova Versão Internacional, de 2000, por Biblica, Inc.[34]
- "Pôs um ídolo de Achera no templo, no lugar acerca do qual o Senhor tinha dito a David e a Salomão: “Colocarei para sempre o meu nome neste templo e em Jerusalém, a cidade que escolhi entre todas as tribos de Israel." em O Livro, de 2000, por Biblica, Inc.[35]
- "Também pôs uma imagem de escultura, do bosque que tinha feito, na casa de que o Senhor dissera a Davi e a Salomão, seu filho: Nesta casa e em Jerusalém, que escolhi de todas as tribos de Israel, porei o meu nome para sempre." na Almeida Revista e Corrigida 2009 pela Sociedade Bíblica do Brasil.[36]
- "Manassés chegou a fazer uma imagem esculpida da deusa Aserá e colocá-la no templo, sobre o qual o Senhor tinha dito a Davi e a seu filho Salomão: “Meu nome será honrado para sempre neste templo em Jerusalém, a cidade que escolhi dentre todas as tribos de Israel." na Nova Versão Transformadora de 2016 por Mundo Cristão.[37]

## No Egito e Mesopotâmia
O culto à Aserá era o mais antigo na Mesopotâmia e foi introduzido no Egito pelos hicsos.

## Na Arábia
Como 'Athirat', ela foi atestada no sul da Arábia pré-islâmica como a consorte do deus da lua "'Amm".
Uma estela, agora mantida no Louvre, descoberta por Charles Huber em 1883 no antigo oásis de Tema, no noroeste da Arábia, e que acredita-se que data da época da aposentadoria de Nabonido, em 549 a.C., traz uma inscrição em aramaico que menciona Salm de Maḥram, Shingala e Ashira como os deuses de Tema.
Esta "Ashira" pode ser Athirat/Achera. Devido a diferenças nos dialetos regionais, o árabe "th" ([θ]; em árabe: ث, translit. ṯāʾ; correspondente ao ugarítico 𐎘), pode ocorrer como "th" ([θ]; em hebraico:  ת) or 'sh' ([ʃ]; em hebraico:  שׁ). Além disso, é amplamente considerado que o cananeu 'th' é equivalente ao som 'sh' na maioria das outras línguas semíticas. Além disso, não está claro se o nome seria uma vocalização árabe do ugarítico ʾaṯrt ou um empréstimo posterior do cananeu 'Aserá'. Poderíamos, portanto, afirmar que a raiz de ambos os nomes é ʾšrt e pode-se inferir uma conexão etimológica entre Ashira e Athirat.
A raiz árabe ʼṯr tem significado semelhante ao hebraico, indicando 'pisar' usado como base para explicar o nome de Ashira como "dama do mar", especialmente porque a raiz árabe ymm também significa "mar". Também foi sugerido que o nome da deusa Athirat poderia ser derivado da forma do particípio passivo, referindo-se a "um seguido pelos (deuses)", ou seja,  "pro-genitress or originatress", correspondendo à imagem de Aserá como o  "mãe dos deuses" na literatura ugarítica.